# Paul Schmedes
Paul Schmedes, född 17 september 1869 i Gentofte, död 24 juli 1930 i Wien, var en dansk sångare. Han var bror till Erik och Hakon Schmedes.
Schmedes var ursprungligen timmerhandlare i Köpenhamn, men reste 1905 till Wien, där han utbildade sin stämma hos August Iffert och 1906 debuterade som Liedersänger. Han var anställd som förste sånglärare vid Neues Conservatorium für Musik i Wien.